# Bianca Rowland
Bianca Rowland (Everett, 5 settembre 1990) è un'ex pallavolista statunitense, nel ruolo di centrale.

## Carriera

### Club
La carriera di Bianca Rowland inizia a livello scolastico con la formazione della King's High School. In seguito gioca nella NCAA Division I, vestendo dal 2008 al 2011 la maglia della Washington, ricevendo anche qualche riconoscimento individuale.
Nella stagione 2012-2013 diventa professionista, giocando nella Lega Nazionale A svizzera col Franches-Montagnes. Nella stagione seguente si trasferisce al Suhl, prendendo parte alla 1. Bundesliga tedesca e raggiungendo la finale di Coppa di Germania.
Nel campionato 2014-15 cambia ancora una volta club, andando a giocare nella Ligue A francese col Vannes, dove conclude la propria carriera.

## Palmarès

### Premi individuali
- 2010 - NCAA Division I: Seattle Regional All-Tournament Team
- 2011 - All-America Second Team